# Wavrechain-sous-Denain
Wavrechain-sous-Denain település Franciaországban, Nord megyében. Lakosainak száma 1606 fő (2022. január 1.). Wavrechain-sous-Denain Oisy, Denain, Haulchin, Hérin és Rouvignies községekkel határos.

## Népesség
A település népessége az elmúlt években az alábbi módon változott:
| Lakosok száma | 1629 | 1654 | 1664 | 1661 | 1651 | 1637 | 1624 | 1616 | 1606 |
|               | 2013 | 2015 | 2016 | 2017 | 2018 | 2019 | 2020 | 2021 | 2022 |